# Brevis historia monasterii Rivipullensis
La Brevis historia monasterii Rivipullensis és una crònica que narra la història del monestir de Santa Maria de Ripoll i que fou redactada el 1147; l'arquebisbe i historiador occità Pèire de Marca l'estudià i l'anomenà d'aquesta manera. La història comprèn des de la fundació del monestir de Santa Maria de Ripoll per Guifré I de Barcelona el 888 fins al 1147, moment de la redacció de la crònica. És la crònica que més recula en el temps de les que es conserven de l'antiga Gòtia. L'autoria s'atribueix a un monjo de Ripoll, que la redactà basant-se en la documentació conservada als arxius del monestir. És el primer text amb data segura que atribueix al comte Guifré el sobrenom del Pelós. Serví de base al primer redactor de la Gesta comitum Barchinonensium et Regum Aragonum, redacatada també al monestir de Ripoll i compilada uns anys més tard.